# Єлтоцький сільський округ
Єлто́цький сільський округ (каз. Елтоқ ауылдық округі, рос. Елтокский сельский округ) — адміністративна одиниця у складі Аршалинського району Акмолинської області Казахстану. Адміністративний центр — село Єлток.
Населення — 1130 осіб (2021; 1557 у 2009, 1574 у 1999, 1871 у 1989).
Станом на 1989 рік існувала Волгодоновська сільська рада (села Береке, Волгодоновка, Вячеславка, Койгельди, селища Бабатай, Роз'їзд 42), з 1993 року — Волгодоновський сільський округ. 2000 року виділено Вячеславський сільський округ (село Вячеславка, селища Бабатай). 2013 року було ліквідоване село Береке. 2023 року сільський округ отримав сучасну назву.

## Склад
До складу округу входять такі населені пункти:
| Населений пункт              | Колишні назви | Населення, осіб (1989) | Населення, осіб (1999) | Населення, осіб (2009) | Населення, осіб (2021) |
| ---------------------------- | ------------- | ---------------------- | ---------------------- | ---------------------- | ---------------------- |
| Єлток, село                  | Волгодоновка  | 1148                   | 941                    | 1004                   | 733                    |
| Койгельди, село              | -             | 452                    | 375                    | 326                    | 229                    |
| --Береке, село               | -             | 137                    | 75                     | 28                     | 14                     |
| Роз'їзд 42, станційне селище | -             | 134                    | 183                    | 199                    | 154                    |